# Succession écologique lors de feu de forêt
Une succession écologique définit l'évolution d'une zone vierge ou d'une zone récemment perturbée vers un état appelé climax (état d'équilibre stable).

## Feu de forêt

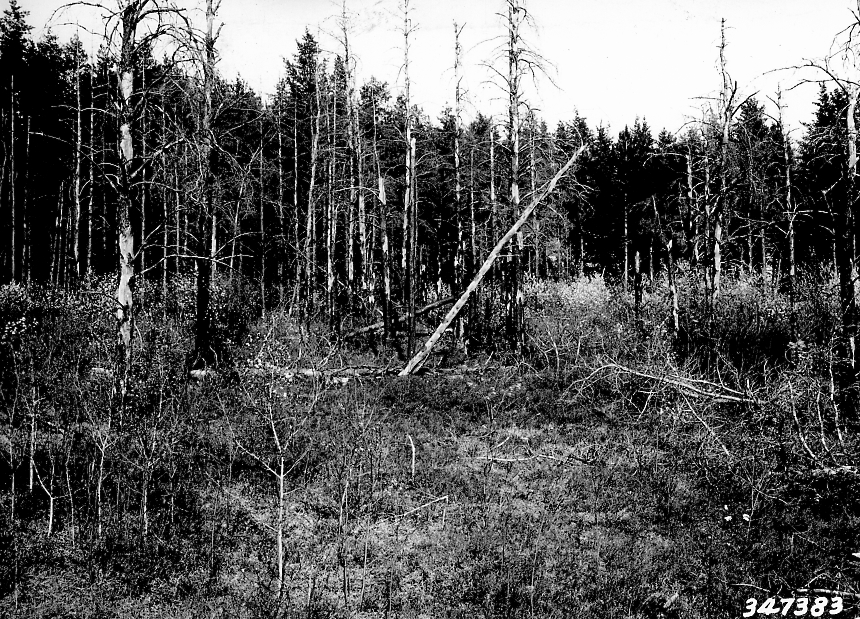
Forêt de Pins de Banks partiellement brûlée dans le Michigan en 1937.

Un feu de forêt n'est pas nécessairement un facteur de dévastation totale. Il permet la vie à certains types de plante et la régénération d'écosystème. Le pin de Banks par exemple, utilise la chaleur du feu pour libérer les graines de ses cônes et former de nouveaux pins.
Les feux de forêt se produisent à différentes intensités.
Types de feu de forêt
- l'incendie forestier majeur brûle tout sur son passage;
- le feu de surface brûle les plantes herbacées et les arbustes;
- le feu de retour revient après plusieurs années sur un même site et change à nouveau le paysage. Ce type de feu forme un cycle bien défini.

## Succession secondaire
Une succession secondaire est un changement dans la composition des espèces après une perturbation. De nouvelles espèces remplacent les premières qui s'étaient établies.

### Étapes

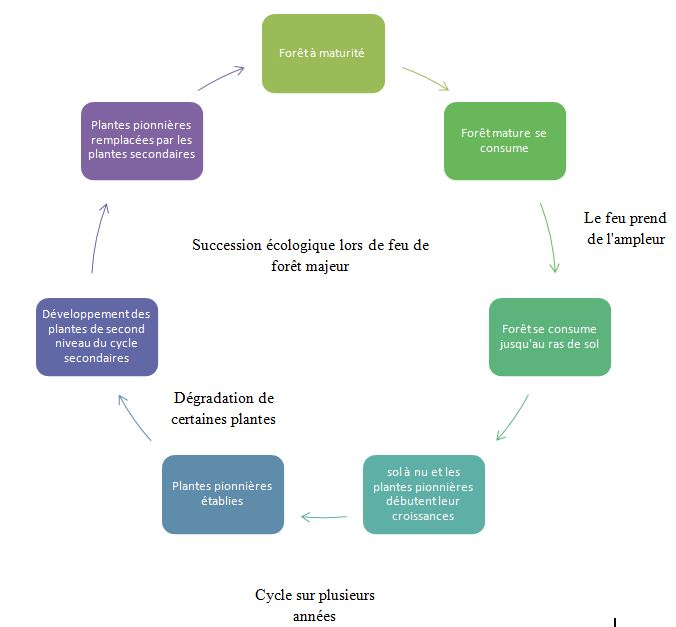
l'évolution d'une forêt mature ravagée par le feu jusqu'à sa régénération.

Espèces pionnières apparaissent à la première étape de la succession
Des plantes de petites tailles (souvent de type rustique les premières années) et des lichens se développent après un changement environnemental majeur. Ce sont des colonisateurs opportunistes capables de supporter des conditions difficiles (température intense, changement climatique drastique...). Ces espèces sont capables de croître sur des sols pauvres, mais elles possèdent tout de même un cycle de croissance rapide, produisent une grande quantité de descendants et se dispersent aisément à un taux relativement élevé.
Les espèces pionnières préparent en quelque sorte le terrain pour les plantes de succession secondaire avancées. Ces dernières pourront s'installer en présence d'une bonne couche organique où elles auront les ressources nécessaires pour survivre.
- Définition de plantes rustiques : Plantes résistant à des conditions climatiques froides

Espèces de succession secondaire avancées
La dégradation des plantes pionnières et d'autres matières organiques permet aux plantes de succession secondaire avancée (souvent des plantes fixatrices d'azote) de profiter des nutriments et de s'établir. Une fois que les plantes atteignent un certain niveau, elles rivalisent avec les plantes pionnières pour l'acquisition des nutriments et poursuivent leur croissance. Les semis des espèces pionnières laissent la place aux semis des espèces secondaires, puisqu'elles sont intolérantes à l'ombre.

## Succession de la faune
Lors de cette succession végétale, la faune varie également. Elle suit un cycle selon la nourriture et l'habitat disponible. De petits animaux qui nécessitent peu de ressources sont les premiers sur les lieux, progressivement réoccupés par des animaux de plus grande taille.